# Gouvernement d'entreprise

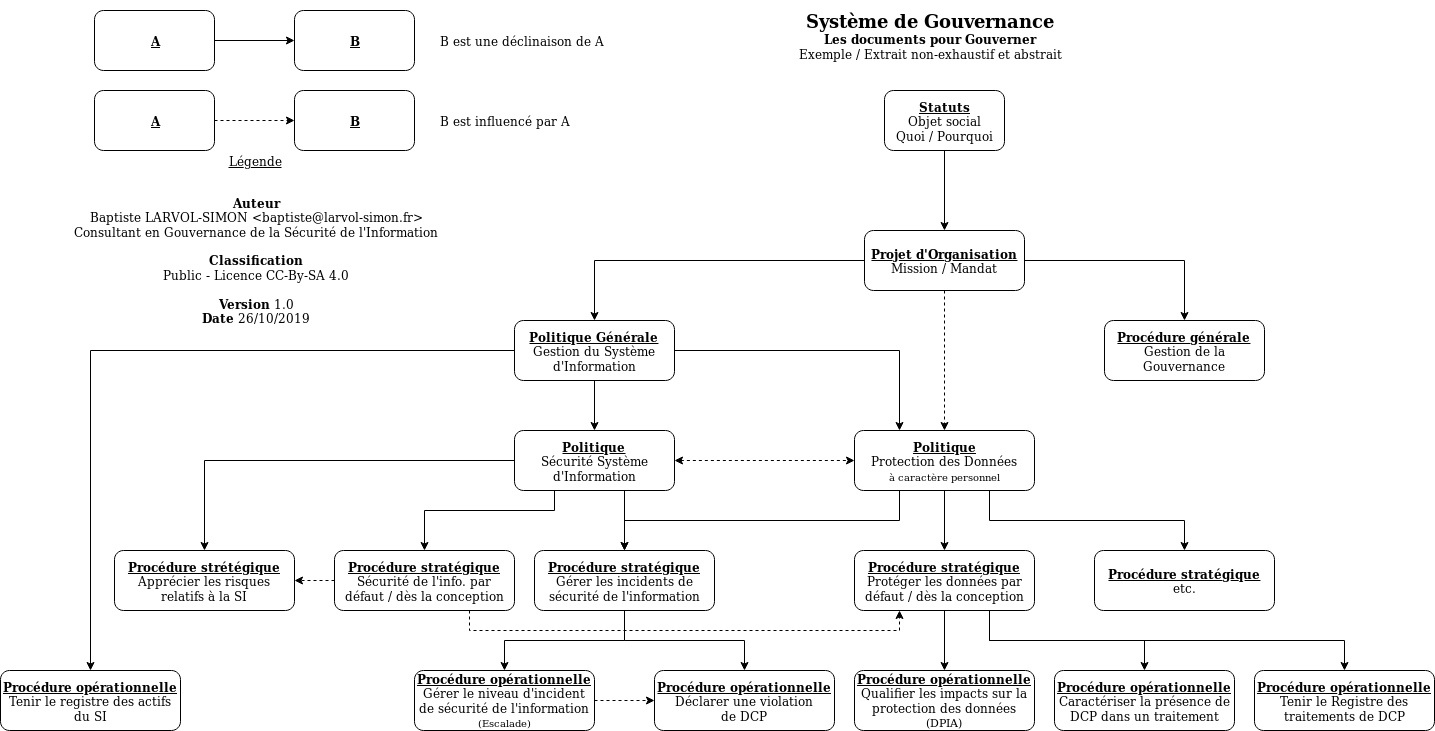
Exemple de Système Gouvernance par les documents

Le gouvernement d'entreprise (ou gouvernance d'entreprise - expression dérivée de l'anglais « corporate governance » -) désigne  l'ensemble des processus, réglementations, lois et institutions destinés à cadrer la manière dont l'entreprise est dirigée, administrée et contrôlée. Dans le modèle le plus courant du capitaliste moderne, le gouvernement d'entreprise est pensé pour maximiser les intérêts des actionnaires (montant des dividendes et valeur des parts sociales et des actions). Mais  les différents acteurs affectés à différents titres par les choix posés par l'entreprise (salariés, État, citoyens et autres) ont également fait valoir leurs propres attentes. Ce qui fait que, en fonction des objectifs qui gouvernent l'entreprise, sa gouvernance est appelée à réguler les relations entre les nombreux acteurs impliqués, parties prenantes (en anglais : stakeholders) ou parties constituantes.
Les acteurs principaux sont les actionnaires qui élisent soit le Conseil d'administration, lequel mandate la Direction, soit le Conseil de surveillance, lequel nomme les membres du directoire, selon des modalités variables, propres au régime juridique de la société concernée.
Les autres parties prenantes incluent les employés, les fournisseurs, les clients, les banques ou autres prêteurs, le voisinage, l'environnement et les tiers - au sens le plus large - pouvant entrer en relation avec l'entreprise à raison de ses activités, comportements ou réalisations.

## Définition dans la norme ISO 26000
La norme ISO 26000 place la gouvernance au centre de ses 6 questions centrales et en donne la définition suivante :
« La gouvernance de l'organisation est le système par lequel une organisation prend des décisions et les applique en vue d'atteindre ses objectifs. La gouvernance de l'organisation peut comprendre à la fois des mécanismes formels de gouvernance, reposant sur des processus et des structures définis, et des mécanismes informels, émergeant en fonction des valeurs et de la culture de l'organisation, souvent sous l'influence des personnes qui dirigent l'organisation. [...] Ces systèmes sont dirigés par une personne ou par un groupe de personnes (propriétaires, membres, mandataires sociaux ou autres) détenant le pouvoir et ayant la responsabilité d'atteindre les objectifs de l'organisation. »
Il convient de noter que cette définition excède le cadre strict de l'entreprise et qu'elle propose de s'appliquer à tout type d'organisation.

## Origine et crise de confiance

### Origine du terme
Berle et Means, en 1932 considèrent que les propriétaires de l'entreprise ont pour partie des intérêts divergents de ceux des dirigeants de l'entreprise (qui sont des salariés non propriétaires). Il leur faut donc mettre en place des mécanismes pour s'assurer que l'entreprise leur rapportera bien un maximum de profit. La dilution de l'actionnariat aggrave cette inégalité au détriment de l’actionnariat, inégalité modélisée  par la théorie de l'agence développée par M. Jensen et W. Meckeling.
Joseph Schumpeter considère que cette opposition d'intérêts entre les deux parties est de nature à accroître le pouvoir des cadres dirigeants dont le but principal est la maximisation de leurs intérêts propres (salaires, primes et autres avantages en nature sous forme de logement, de transport et de voyage). La conséquence principale de cette situation est la baisse progressive et certaine (voire la disparition) des bénéfices et de l'innovation (qui est la qualité principale de l'entrepreneur Schumpeterien) de l'entreprise. D'où, le pessimisme de l'auteur concernant l'avenir de l'entreprise managériale, non dirigée par son propriétaire et de l'économie du marché.
Dans les années 1980/1990, le passage d'un capitalisme patrimonial  à un capitalisme actionnarial tend à accroître la distance entre propriétaire des dirigeants. La réaction des actionnaires souhaitant se réapproprier le pouvoir de décision perdu a été à l'origine de la « corporate governance » d'abord définie comme « l’ensemble des mécanismes qui
garantissent aux différents bailleurs de fonds un retour sur investissement, en évitant
une appropriation de valeur excessive par le dirigeant et les actionnaires dominants. ». Partant du principe de l'existence d'une divergence d'intérêt objective, la théorie positive de l’agence amène à la mise en place de mécanismes permettant de rétablir le pouvoir du principal (les actionnaires) face à l’agent (ici le dirigeant). Selon Pasquet, cela impose d'exercer une forme de contrôle du dirigeant « Les dirigeants cherchent à faire adopter leurs choix stratégiques, dont ils sont les « propriétaires », mais dont ils ne sont pas par nature les exécutants. La délégation décisionnelle pour l’opérationnalisation du plan, du sommet de la pyramide vers sa base, pourra être source de dysfonctionnements potentiels voire probables (divergences, aléa moral, etc.) et donc verra apparaître la nécessité d’un contrôle. » On considère que c'est par le biais de l’intéressement, typiquement les stock-options et une rémunération élevée, que l'actionnariat exerce son contrôle sur des dirigeants qui peuvent en contrepartie être licenciés très rapidement.
Les premières conceptualisations et modèles de gouvernance sont donc centrés sur les moyens de préserver les intérêts des propriétaires/actionnaires. Par la suite, d'autres modèles et conceptualisations vont apparaître, prenant en compte d'autres parties prenantes.

### Excès et crise de confiance
Les années 1990, décrites par le détenteur du « Prix de la Banque de Suède en sciences économiques », Joseph Stiglitz comme les « Roaring Nineties » en référence aux « Roaring Twenties » (les Années Folles qui ont précédé le krach de 1929) correspondent à une période d'exubérance boursière tandis que s'opèrent des évolutions non ou mal maîtrisées par les entreprises dans les domaines juridiques, financiers ou informatiques.
- La complexification des montages juridiques, censés organiser la décentralisation de la gestion des affaires sur des périmètres de plus en plus étendus (mondialisation) ouvre une brèche dans laquelle se nichent des relations qui recherchent protection dans l'anonymat et l'opacité de paradis juridiques et fiscaux.
- L'introduction de nouveaux instruments financiers et de nouvelles techniques comptables.

d'un point de vue « offensif », elles valorisent les techniques de valorisation au « prix de marché » ainsi que l'emploi de « l'effet de levier ». :d'un point de vue « défensif » elles sont utilisées pour masquer le cas échéant l'étendue réelle de l'endettement au bilan de l'entreprise, pour rehausser les résultats de la société (Window-dressing), le cours de bourse et les stock-options associés.
- Une déréglementation, en particulier dans le secteur bancaire, assouplit les règles, affaiblit les réflexes prudentiels et les mécanismes institutionnels de contrôle ; Toutes les contraintes réputées "pesantes" sur les résultats font l'objet d'un « lobbyisme » effréné (abandon du Glass-Steagall Act), l'intervention de l'État est dénoncée comme perturbatrice et pernicieuse - voir en particulier les mouvements du Tea Party aux États-Unis).
- La sphère financière, mal contrôlée par des institutions lentes à s'adapter ou faisant preuve d'opportunisme (agences de notation) se trouve de plus en plus découplée de l'économie réelle. Des conflits d'intérêts fleurissent et voient des institutions (dont des banques d'investissement de renom comme Goldman Sachs) pratiquer un double langage : Leur analystes financiers vantent au public les qualités d'actions que leurs services d'évaluation interne qualifient par ailleurs de pourries(en anglais junk)…
- Nombre de dirigeants d'entreprise connaissent une explosion sans précédent de leur rémunération. (cf. les Études annuelles du Cabinet Proxinvest) En particulier de leur partie variable adossée à la valeur boursière instantanée de leurs stock-options. Beaucoup n'hésitent plus à adopter des raisonnements court-termistes plus soucieux de valoriser leurs intérêts privés et immédiats que ceux de leurs sociétés, de leurs partenaires économiques et encore moins des générations futures. (Abandon de la perspective du développement durable)

Au total, l'éthique traditionnelle des classes dirigeantes nourrie du puritanisme qui semblait présider jusque-là aux beaux jours du capitalisme, l'éthique protestante que Max Weber associe avec l'esprit du capitalisme, sont alors clairement en berne.
S'ensuivent des abus, des scandales (cf. les affaires Enron et Word.com) et une crise de confiance dommageable pour le bon fonctionnement des marchés boursiers comme de l'activité économique générale qui vont contribuer à donner plus de place aux parties prenantes autres que les actionnaires,,, :
Affaires Enron (2001), Andersen (2002) et WorldCom ou Parmalat (2003),
Crise de 2008-2009, où le risque systémique du système financier s'est révélé au grand jour avec sa cohorte d'abus révélés marque l'état d'insuffisance sinon de complaisance dans lequel sont plongés les systèmes d'information et de contrôles tant privés que publics.
Les actionnaires, créanciers et employés, lésés par les nombreux scandales financiers qui défrayent la chronique, manifestent leur indignation et menacent d'occuper Wall Street. La reconquête de confiance parait devoir passer par la mise en place de réformes radicales dans la gouvernance d'entreprise.

## Approche de l'Union européenne
L'Union européenne par sa compétence de droit dérivé en droit des sociétés a également apporté sa lecture aux problèmes de gouvernement (ou de gouvernance) des entreprises.
S'appuyant sur un « Groupe de haut niveau d'experts en droit des sociétés », c'est en mai 2003 qu'elle aborde explicitement cette dimension sous-jacente du droit des sociétés avec une communication intitulée " Modernisation du droit des sociétés et renforcement du gouvernement d’entreprise dans l’Union européenne – Un plan pour avancer".
Un forum est créé dans la foulée renouvelé en 2008. Le dernier rapport publié en 2009 fait un bilan complet du phénomène dans les 27 états membres.
Parmi les deux piliers de cette gouvernance modernisée, la question de la rémunération des dirigeants comme celle des administrateurs indépendants continuent à occuper une place de choix.
La crise financière de 2008-2009 apportera sans doute son lot de nouvelles lectures sur les insuffisances de gouvernance à l'échelle européenne. Un débat sur la gouvernance d'entreprise dans les établissements financiers est désormais lancé depuis juin 2010.
La Commission européenne a lancé, le 5 avril 2011, une consultation portant sur différents aspects de la gouvernance d’entreprise : comment diversifier la composition des conseils d'administration et en améliorer le fonctionnement, comment améliorer le suivi et l'application des codes de gouvernance d'entreprise qui existent déjà au niveau national; ou comment obtenir une plus grande implication de la part des actionnaires…
Le but de cette consultation publique est de réaliser un examen sur le long terme du cadre de gouvernance de l'ensemble des entreprises en s'intéressant aux modes de fonctionnement, non pas seulement des établissements financiers, mais des entreprises en général. Tout cela pour améliorer la gouvernance d'entreprise, notamment la diversité des membres du conseil d'administration, l'implication des actionnaires et la qualité des déclarations de gouvernance d'entreprise… À cette occasion, la Commission européenne a publié un Livre vert soulevant les questions centrales du débat (comment : assurer le bon fonctionnement des conseils d'administration et la diversité de leurs membres, améliorer l'implication des actionnaires dans la gouvernance de l’entreprise et de les encourager à s'intéresser à la pérennité de ses résultats et de ses performances, améliorer le suivi et l'application des codes de gouvernance d'entreprise existant au niveau national…).
Entre 2019 et 2021, la Commission européenne travaille à un projet de directive sur la gouvernance d’entreprise durable piloté par le commissaire européen Didier Reynders.  Il s’agit en particulier contraindre les entreprises à prévenir les violations des droits de l’homme et les préjudices environnementaux intervenant à différents stades de leur chaîne d’approvisionnement. Le projet est l’objet d’un intense lobbying pour en limiter la portée de la part d’organes patronaux, alors que de ONG militent en sens inverse . Le journal Le Monde considère qu’une extension du devoir de vigilance au niveau européen en 2022 serait «un allié naturel de tous les acteurs économiques qui veulent être utiles à la société», prolongeant la logique du modèle des entreprises à mission mis en place par la loi Pacte en France.

## Approche française

### Dualité de l'organisation des sociétés
Deux systèmes de direction coexistent en droit des sociétés, un moniste et un dualiste.

#### Système moniste
C'est la société avec conseil d'administration.
Dans cette forme le pouvoir est partagé entre le conseil d'administration et la direction générale.
La répartition des pouvoirs est faite conformément à la loi et aux dispositions du Code de commerce.
Ce type de gouvernance qui se peut avoir deux modalités :
- cumul : le président du Conseil d'Administration est également directeur général ;
- dissociation : le président du CA n'est pas le directeur général.

#### Système dualiste
C'est la société anonyme à directoire (fonction exécutive) et conseil de surveillance (fonction de contrôle).

### Réponses

#### Recherche de réponses
Depuis 1995, plusieurs rapports ont eu pour objectif de renforcer l'indépendance des administrateurs par rapport au président du conseil d'administration, qui concentrait trop de pouvoirs à lui seul : 
- Rapport Viénot I (juillet 1995), à l'initiative du CNPF et de l'AFEP : ce rapport insiste sur l'information des actionnaires, l'examen périodique de la composition, de l'organisation et du fonctionnement du conseil d'administration, la présence d'au moins deux administrateurs indépendants dans les conseils, les droits et obligations du conseil, la création d'un comité des comptes et d'un comité des rémunérations,
- Rapport Marini (1996), dissociation entre président du CA et DG, limitation des mandats d'administrateurs, étendre le pouvoir du comité d'audit
- Rapport Viénot II (juillet 1999), à l'initiative du MEDEF et de l'AFEP,
- Rapport de Daniel Bouton (septembre 2002) : ce rapport a mis l'accent sur l'éthique, la transparence, et le code monétaire et financier.
- Rapport de Pascal Clément, député, (décembre 2003) : Mission d'information sur le gouvernement d'entreprise : liberté, transparence, responsabilité. Rapport rédigé au sein de la commission des lois de l'Assemblée nationale et propose 15 propositions visant à Réhabiliter l'actionnaire, Responsabiliser le conseil d'administration et Clarifier les pratiques en matières de rémunérations. Cette mission d'information a également procédé dans le cadre de sa réflexion à l'audition d'une quarantaine de chefs d'entreprises, juristes, experts et professeurs.

#### Réponse législative

##### En 2001
La loi sur les nouvelles régulations économiques (NRE) de mai 2001 a sensiblement modifié le fonctionnement du conseil d'administration, en dissociant les fonctions exécutives et de contrôle. Elle a eu pour effet de renforcer l'indépendance des administrateurs par rapport au président. Corrélativement, elle a accru la transparence par rapport aux actionnaires, poussant ainsi les entreprises à satisfaire les exigences de rating financier et les intérêts des marchés financiers (valeur actionnariale).
L'article 225-102 de la loi NRE demande aux entreprises cotées de communiquer sur les conséquences sociales et environnementales de leurs activités, dans le cadre de leur responsabilité sociétale. Il n'est pas prévu de sanction spécifique en cas de non-application de cet article, de sorte que les entreprises ne sont pas obligées de satisfaire les intérêts des parties prenantes (valeur partenariale).
La Loi de sécurité financière (août 2003) reprend différents points du rapport BOUTON afin d'assurer une meilleure transparence des informations financières.
L'ensemble de ces rapports et textes de lois a été publié dans un combined code à la française en octobre 2003 à l'initiative de l'AFEP et du MEDEF.

##### En 2008
Un renforcement s'est imposé à l'examen de la pratique de la loi NRE.
La loi du 3 juillet 2008 portant diverses dispositions d'adaptation du droit des sociétés au droit communautaire (dite « loi DDAC ») a revu la procédure d'approbation en reprenant la logique anglo-saxonne du "comply or explain".
Ainsi, lorsque la société se réfère volontairement à un code professionnel tel que le code professionnel AFEP MEDEF, elle précise le cas échéant pourquoi certaines dispositions ont été écartées. À défaut d'un tel code externe dont elle devra expliquer les motifs, la société devra indiquer les règles équivalentes retenues.
Parallèlement à ce renforcement législatif en application de la loi communautaire, de nouvelles recommandations AFEP MEDEF ont été adoptées en décembre 2008 pour mettre à jour le code combiné de référence pour les sociétés cotées.
Dans le prolongement des sujets révélés par les recommandations de l'Union Européenne, l'AMF a également publié une recommandation relative à l'information à donner dans les documents de référence sur les rémunérations des mandataires sociaux le 22 décembre 2008 qui sert de référence en matière de communication financière.

##### En 2013
Le MEDEF et l'AFEP ont négocié avec les pouvoirs publics une évolution de leur code de gouvernance qui comprend plusieurs dispositions :
- La rémunération des dirigeants sociaux est soumise au vote consultatif des actionnaires réunis en Assemblée générale.
- Mise en place d'un Haut comité de Gouvernement d'entreprise composé de 7 membres (4 dirigeants d'entreprise et 3 personnalités qualifiées), chargé d'assurer le suivi d'application des principes du code. ce comité peut s'autosaisir lorsqu'une société n'applique pas les recommandations sans fournir d'explication satisfaisante.
- Limitation des mandats d'administrateurs : les mandataires sociaux ne peuvent exercer que deux autres mandats dans des sociétés cotées tierces (y compris étrangères)
- Plafonnement des retraites supplémentaires - dites « retraites chapeau » - à 45 % du revenu de référence.
- Participation d'administrateurs indépendants : au minimum la moitié en cas de capital dispersé, et le tiers si des actionnaires de références sont présents
- Participation « conseillée » d'un représentant des salariés au comité des rémunérations.

## Approche des États-Unis

### Loi Sarbanes-Oxley
La loi Sarbanes-Oxley (ou SOX) a été adoptée en 2002 dans la foulée du scandale Enron. Elle impose à toutes les entreprises cotées aux États-Unis, de présenter à la Commission américaine des opérations de bourse (SEC) des comptes certifiés personnellement par leur dirigeant. Cette loi concerne aussi les 1 300 groupes européens ayant des intérêts aux États-Unis.
Elle rend donc les dirigeants pénalement responsables des comptes publiés. Elle assure aussi et surtout l'indépendance des auditeurs face aux pressions dont ils peuvent être (et sont) l'objet de la part des dirigeants d'entreprise.
Le concept du Conseil d'administration sans papier est né de la nécessité de la gestion légale des documents d'un conseil sous la loi Sarbanes-Oxley.

### Rapport de Richard Breeden
À la demande du juge des faillites, s'occupant aux États-Unis de la survie de la société MCI (ex-WorldCom), Richard Breeden, l'ancien Président de la SEC, l'organe de régulation des marchés boursiers américains, a dans un rapport de 149 pages, rendu public en mai 2003, produit 78 recommandations. Ce rapport devrait à terme devenir la base de la réforme de la gouvernance d'entreprise et ses propositions s'imposer à toutes les grandes et moyennes entreprises.
Le nouveau conseil d'administration de MCI a procédé, en juillet 2003 à l'adoption de toutes les propositions du rapport. Il s'agit d'empêcher que puissent se reproduire les abus commis par l'ancien patron Bernie Ebbers et ses collaborateurs qui régnaient par intimidation sur une société en apparence profitable dans un secteur où la concurrence réalisait des pertes. Une double comptabilité masquait, en fait, 11 milliards de dollars de pertes cumulées entre 1999 et 2002, alors que, dans le même temps, Bernie Ebbers se faisait voter un prêt personnel de 400 millions de dollars par les administrateurs, et cela sans aucune question.
Il apparaissait nécessaire, à beaucoup, que se termine l'ère, pendant laquelle des patrons régnaient sans limite et sans partage sur des sociétés dans lesquelles personne n'osait poser des questions embarrassantes. Les propositions de Richard Breeden vont permettre en instaurant de multiples cordes de limiter les patrons mégalomanes, ou ayant de fortes personnalités, et disposant d'une grande latitude dans leur gestion, en tentant de rendre la totalité des administrateurs indépendants de la direction de l'entreprise.

### Propositions
Parmi ces 78 propositions :
- Interdiction du cumul des fonctions de Chief Executive Officer (CEO) et de président du Conseil d'administration.
- Inéligibilité au Conseil d'administration de tout responsable de société travaillant avec la société à administrer.
- Meilleure rémunération des administrateurs (pour MCI de 35 000 $US à 150 000 $US) mais obligation de consacrer 25 % de leur revenu après impôts à l'achat, sur le marché boursier, d'actions de la société à administrer.
- Interdiction aux administrateurs de siéger au Conseil d'administration de plus de deux firmes cotées en bourse.
- Obligation au Conseil d'administration de se réunir au moins 8 fois par an.
- Obligation aux membres du Conseil d'administration d'aller visiter les installations et sites de l'entreprise.
- Obligation aux membres du Conseil d'administration de recevoir chaque année une formation spéciale pour mieux comprendre l'entreprise et son secteur.
- Interdiction à un administrateur de conserver son poste plus de dix ans.
- Obligation de remplacer chaque année un des administrateurs, afin d'éviter que la collégialité du conseil n'aboutisse à la passivité.
- Interdiction de payer les dirigeants avec des stock-options.
- Création d'un plafond de rémunération pour les dirigeants, dont seul un vote des actionnaires permettra de le dépasser occasionnellement (pour MCI 10 millions $US au patron et 5 millions $US pour les autres dirigeants employés).
- Renforcement de la démocratie directe donnée aux actionnaires de base. Pour MCI cela passe par la création d'un site Internet spécialement destiné aux actionnaires qui souhaitent alerter les administrateurs et les autres actionnaires de leurs inquiétudes, avec la possibilité de faire voter des résolutions sans passer par l'assemblée générale.

On remarque dans les points cités, aucune allusion aux relations sociales : tant que l'administrateur connait son produit, son marché et sa rentabilité (à laquelle il est de plus en plus impliqué car doit acquérir des actions en fonction de sa rémunération), il peut négliger les forces vives de son entreprises : les salariés.

## Perspectives ouvertes par la réflexion sur le gouvernement d'entreprise

### Valeur actionnariale
Dans un premier système qui privilégie la création de valeur pour l'actionnaire (shareholder value en anglais), l'entreprise cherche à maximiser le cours boursier des titres détenus par les actionnaires. Les intérêts des dirigeants s'alignent sur ceux des actionnaires et des investisseurs financiers. L'organisation du conseil d'administration et la réglementation en matière de transparence et de rémunération des dirigeants sont définies dans cet objectif.

### Valeur partenariale
Dans un deuxième système, on valorise plutôt la création de valeur pour l'ensemble des partenaires (stakeholder value en anglais). Dans ce cas, on cherchera à créer de la richesse entre les différentes ressources humaines et matérielles par coopération avec différents types de parties prenantes : clients, fournisseurs, employés, actionnaires, collectivités territoriales…). La performance est mesurée au regard de l'ensemble des partenaires. Ce type de gouvernance favorisera le développement de deux types de capital : le capital financier, mais aussi le capital humain (savoir-faire, compétences, innovation).

### Théorie actionnariale
La Théorie actionnariale éclairée est une théorie fondamentalement actionnariale, qui reconnaît la légitimité du pouvoir des actionnaires sur l’entreprise mais qui fait du contrôle disciplinaire une des quatre missions du gouvernement d’entreprise et non la seule ou la principale. Le conseil d’administration est la clé de voute de la gouvernance, et les administrateurs doivent intégrer les attentes des partenaires de la firme, mais toujours dans l’intérêt social à long terme de celle-ci (intérêt social qui n’est que rarement aligné sur celui des parties prenantes et qui peut, dans certains cas, être en contradiction avec l’intérêt à court terme des actionnaires voire des actionnaires majoritaires, par exemple quand les actionnaires exigent des dividendes qui mettent en danger l’existence même de l’entreprise ou en limitent le développement en limitant ses investissements).

### Vers une gouvernance créatrice de valeurs
Les formations et recherches Vers une gouvernance créatrice de valeurMD développée par Yvan Allaire Ph.D.(MIT), Président du Conseil d’administration de l'Institut sur la gouvernance d'organisations publiques et privées et Président du Global Council on The Role of Business, Forum économique mondial, invitent notamment à réfléchir sur les attitudes et les pratiques susceptibles d'aider le conseil d'administration à assumer pleinement ses responsabilités. Le Professeur Allaire précise que « La gouvernance consiste à mettre en œuvre tous les moyens pour qu’un organisme puisse réaliser les fins pour lesquelles il a été créé, et ce de façon transparente, efficiente et respectueuse des attentes de ses parties prenantes. La gouvernance est donc faite de règles d’imputabilité et de principes de fonctionnement mis en place par le conseil d’administration pour en arrêter les orientations stratégiques, assurer la supervision de la direction et favoriser l’émergence de valeurs de probité et d’excellence au sein de l’organisation ». De nombreuses prises de position publiques, formation, recherche-action et diffusion des connaissances sont réalisées dans ce sens, dont la modification de système de rémunération des dirigeants,.